# Xysticus lanio
Espèce
Synonymes
- Xysticus uncatus Thorell, 1875

Xysticus lanio est une espèce d'araignées aranéomorphes de la famille des Thomisidae.

## Distribution
Cette espèce se rencontre en Europe, en Turquie, en Russie jusqu'en Sibérie centrale et au Turkménistan.

## Description
Les mâles mesurent de 4,2 à 6,2 mm et les femelles de 6,1 à 8,0 mm.

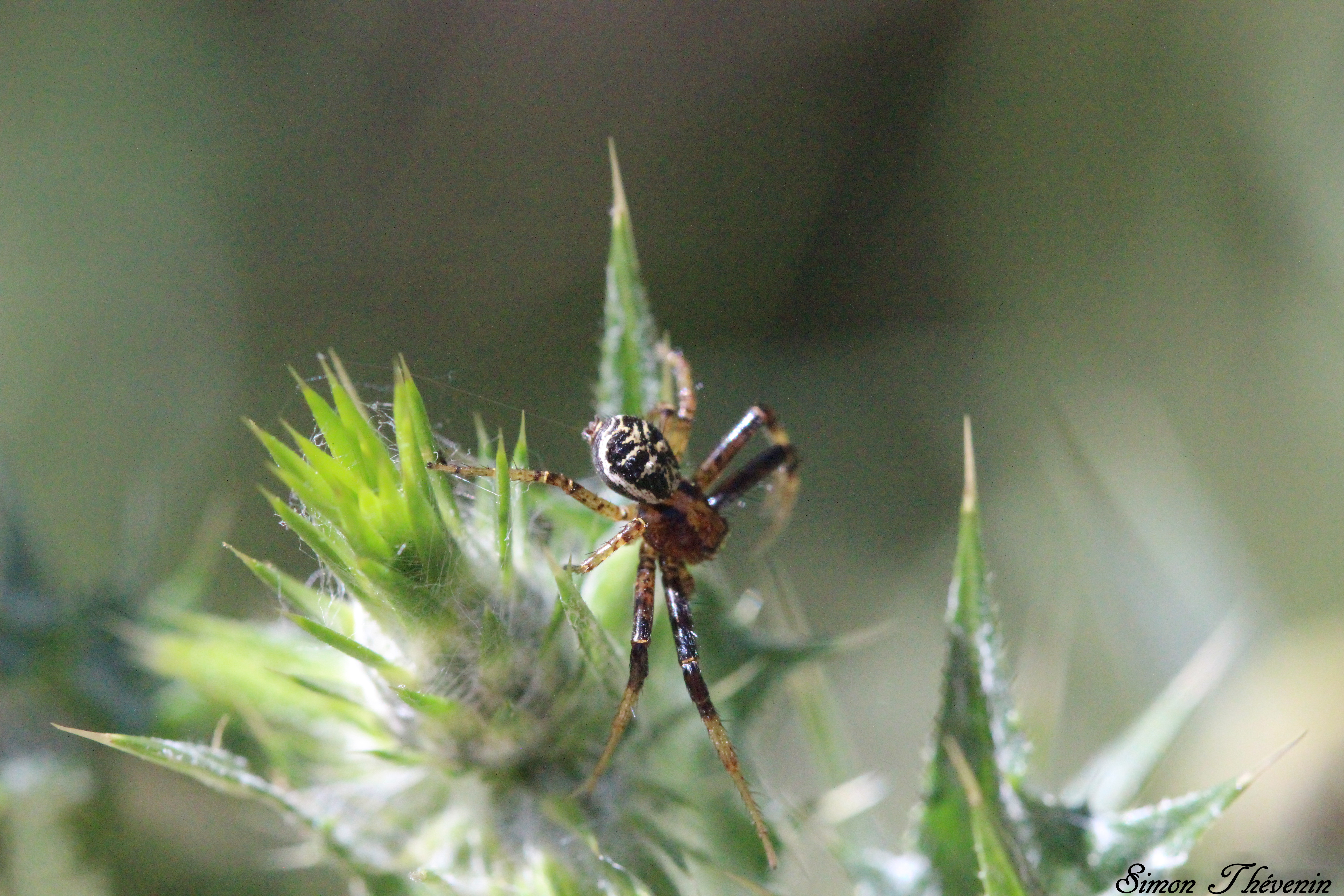
Xysticus lanio mâle à Rognes.

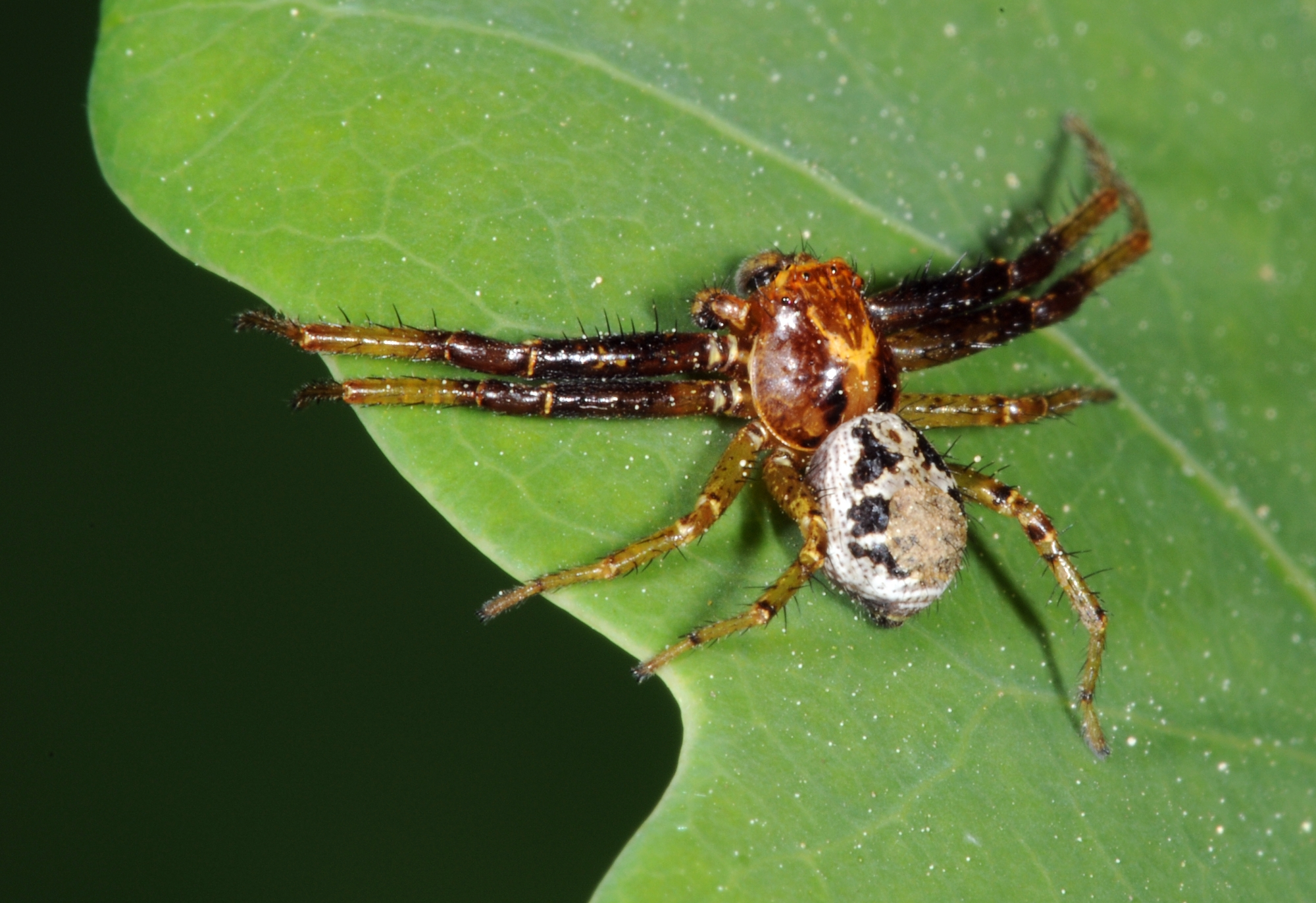
Xysticus lanio

Comme toutes les espèces du genre Xysticus, la détermination est très délicate, toutefois le mâle peut s'identifier à ses deux premières paires de pattes noires (des hanches jusqu'à la base des tibias) et à ses deux dernières paires de pattes claires et annelées clair aux articulations ; à son triangle céphalique bordé d'une ligne jaune s'épaississant vers l'arrière ; à son aspect rougeâtre ainsi qu'à ses dessins de l'abdomen dont la netteté est imparfaite.

## Comportement
Le mâle ligote symboliquement la femelle avec de la soie avant l'accouplement.

## Systématique et taxinomie
Cette espèce a été décrite par C. L. Koch en 1835.
Xysticus uncatus a été placée en synonymie par Wunderlich en 1995.

## Publication originale
- C. L. Koch, 1835 : Arachniden. Deutschlands Insekten, p. 128-133.